# József Szerencsés
József Szerencsés (Budapest, 10 de agosto de 1934-Budapest, 22 de octubre de 1971) fue un deportista húngaro que compitió en esgrima, especialista en la modalidad de sable. Ganó tres medallas en el Campeonato Mundial de Esgrima entre los años 1957 y 1963.

## Palmarés internacional
| Campeonato Mundial | Campeonato Mundial | Campeonato Mundial | Campeonato Mundial |
| Año                | Lugar              | Medalla            | Prueba             |
| ------------------ | ------------------ | ------------------ | ------------------ |
| 1957               | París (Francia)    | Medalla de oro     | Sable por equipos  |
| 1959               | Budapest (Hungría) | Medalla de plata   | Sable por equipos  |
| 1963               | Danzig (Polonia)   | Medalla de bronce  | Sable por equipos  |